# Sign of Love
「Sign of Love」（サイン・オブ・ラブ）は、immiの楽曲。本人が作詞・作曲とも手掛けた。2010年5月19日に彼女の3枚目のシングルとしてDefSTAR RECORDSより発売された。

## 概要
シングルとして前作『クラクション』以来、約2年2か月半ぶりのリリースとなり、メジャーシングルとしては中澤真由名義の「FUNKY FLUSHIN'/NOT ONE OF US」から約7年6か月半ぶりのリリースとなる。
本作は当初、陰と陽をコンセプトに制作された両A面シングル「Sign of Love/FIGHT BACK」として発表されたが、最終的に表題曲が「Sign of Love」、カップリング曲が「FIGHT BACK」に発表内容を変更した。
表題曲の「Sign of Love」は、フジテレビ系『ノイタミナ』深夜アニメ『さらい屋 五葉』のオープニングテーマとして使用された。本人にとって初のアニメタイアップとなった。「Sign of Love」は「陽」をイメージして手掛けた楽曲となっており、カップリング曲の「FIGHT BACK」は陰に位置づけされる裏ラブ・ソングとなっている。楽曲のコンセプトについて、immiは「奥に秘めたものを見たい、この人にはどんな過去があったんだろう。この想いは恋に似てる。五葉の人物像に惹かれながら、物語に導かれました。政が表なら、弥一は裏。対照的な二人が、運命を変えていく。私の曲「Sign of Love」は表のloveがテーマ。実は裏loveの曲もあったりします。2つをつなぐ"love 2 love"。何事にも二つの顔があるから魅力的なんだと思う」と語った。

## 批評
CDジャーナルは、「クールなデジタル・サウンドに妖艶に寄り添うような歌声が魅惑的。」と批評した。

## シングル収録内容
| 全作詞: immi。 |                  |           |                               |                         |      |
| #              | タイトル         | 作詞      | 作曲                          | 編曲                    | 時間 |
| 1.             | 「Sign of Love」 | immi      | immi、Masao "N.A.i.D." Nisugi | Masao "N.A.i.D." Nisugi | 3:55 |
| 2.             | 「FIGHT BACK」   | immi      | immi、JETBIKINI               | JETBIKINI               | 3:14 |
| 合計時間:      | 合計時間:        | 合計時間: | 合計時間:                     | 7:09                    |      |

## 収録アルバム
| 曲名         | 収録アルバム                              | 発売日        | 備考          |
| ------------ | ----------------------------------------- | ------------- | ------------- |
| Sign of Love | Spiral                                    | 2010年6月16日 |               |
| Sign of Love | さらい屋五葉 オリジナル・サウンドトラック | 2010年7月21日 | TV sizeで収録 |
| FIGHT BACK   | Spiral                                    | 2010年6月16日 |               |